# Fabrício Werdum
Fabricio Werdum (Porto Alegre, 30 luglio 1977) è un lottatore di arti marziali miste brasiliano.
Combatte nella categoria dei pesi massimi per l'organizzazione statunitense UFC, nella quale è stato campione di categoria dal 2015 al 2016. In passato ha lottato anche nelle promozioni Pride e Strikeforce e ha fatto da allenatore nella seconda stagione brasiliana e nella stagione latinoamericana del reality show The Ultimate Fighter.
È stato due volte campione del mondo di Jiu jitsu brasiliano, due volte campione del mondo di submission grappling nella prestigiosa competizione ADCC Submission Wrestling World Championship e campione europeo di Jiu-Jitsu. Werdum detiene la cintura nera, oltre che nel BJJ, anche nel Judo e nella Muay thai. È stato inoltre il primo fighter della storia ad ottenere una vittoria incontestata su Fedor Emelianenko nelle MMA.

## Carriera nelle arti marziali miste
I primi combattimenti di Werdum furono in promozioni minori come Jungle Fight, Millennium Brawl e World Absolute Fight, dove mise insieme un record di 4–0–1, inclusa una vittoria contro la specialista di BJJ Gabriel Gonzaga.

### Pride Fighting Championships
Nel 2005 Werdum fece il suo debutto nel Pride contro Tom Erikson vincendo per sottomissione. Nello stesso anno affrontò Roman Zentsov a Pride Final Conflict 2005, battendolo con una triangle choke al minuto 6.01 del primo round. Werdum poi subì la sua prima sconfitta in carriera nelle MMA quando perse per decisione non unanime contro Sergei Kharitonov a Pride 30. Successivamente, a inizio 2006, Werdum superò Jon Olav Einemo per decisione unanime a Pride 31.
Mise insieme un record di 3–1 prima di entrare nel Pride Open Weight Grand Prix 2006. Il primo match del torneo fu contro il fighter olandese Alistair Overeem, contro cui vinse con una kimura nel secondo round. Nel turno successivo incontrò l'ex Pride FC heavyweight champion, Antônio Rodrigo Nogueira, perdendo per decisione.
Fabricio poi fece una breve apparizione nel 2 Hot 2 Handle, affrontando Alexander Emelianenko in un incontro di pesi massimi e battendo il russo per sottomissione con una arm triangle choke.

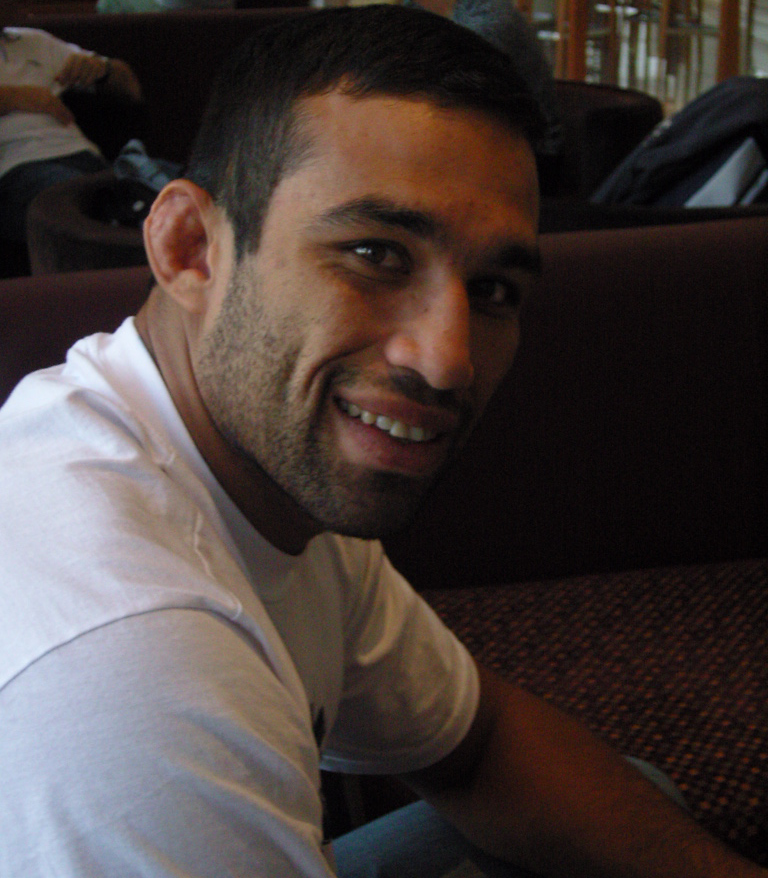
Fabricio Werdum nel 2007

### Ultimate Fighting Championship
Fabricio Werdum debutto in UFC il 21 aprile 2007 a UFC 70, dove affrontò l'ex campione dei pesi massimi Andrei Arlovski perdendo per decisione unanime. In seguito iniziò ad allenarsi in Brasile per migliorare la propria aggressività e il suo striking, in particolare nel Muay Thai. Ad UFC 80, il 19 gennaio 2008, Werdum affrontò Gabriel Gonzaga in un rematch in cui vinse per TKO dopo aver colpito Gonzaga con diverse ginocchiate prima di portarlo a terra e finirlo con i pugni. Il combattimento successivo fu contro Brandon Vera a UFC 85: il brasiliano sconfisse Vera per TKO nel primo round. La decisione di intorrompere il match fu fischiata dal pubblico poiché mancavano solo venti secondi alla fine della ripresa.
Nel suo combattimento a UFC 90, Werdum era nettamente favorito per la vittoria ma fu messo KO al primo round dopo soli 80 secondi dal futuro campione dei pesi massimi Junior dos Santos, al suo primo match nella federazione. Dopo questa sconfitta Werdum non fu direttamente contattato riguardo alla fine del suo contratto e non ebbe idea di essere stato tagliato, tanto che inizialmente negò le news che lo davano fuori dalla UFC.

### Strikeforce
Werdum firmò allora con la Strikeforce facendo il suo debutto il 15 agosto 2009 contro il veterano della UFC Mike "MAK" Kyle. Il brasiliano vinse per sottomissione al minuto 1:24 del primo round round. A questo vittoria seguì quella per decisione unanime contro Antonio Silva.

### Vittoria contro Fedor Emelianenko
Il 26 giugno 2010 Werdum affrontò il leggendario Fedor Emelianenko, ex campione dei pesi massimi Pride imbattuto da quasi dieci anni. Con enorme sorpresa di appassionati e addetti ai lavori, Werdum intrappolò Fedor in una triangle/armbar al minuto 1.09 del primo round mettendo fine alla striscia di ventotto incontri consecutivi da imbattuto del russo e giungendo in vetta alle classifiche dei pesi massimi, tra cui il terzo posto nella classifica di Sherdog. Con questa vittoria diventò anche l'unico ad aver sconfitto entrambi i fratelli Emelianenko e tale sottomissione venne premiata Submission of the Year ai Fighters Only World MMA Awards del 2010.
In seguito Werdum combatté un rematch contro Overeem il 18 luglio 2011 come parte di un torneo a otto uomini. Werdum perse contro l'olandese per decisione unanime in un match poco spettacolare, ricevendo anche alcune critiche per non aver messo Overeem in condizioni tali da poter sfruttare il suo BJJ.

### Ritorno in UFC
L'8 novembre 2011 Werdum fece il suo ritorno in UFC dopo tre anni firmando un nuovo contratto con la federazione. Secondo alcune voci il suo primo avversario avrebbe potuto essere Brendan Schaub, ma il 15 dicembre venne annunciato il suo match contro il fresco vincitore della stagione dedicata ai pesi massimi di The Ultimate Fighter Roy Nelson a UFC 143. Werdum si impose su Nelson dominandolo con le sue ginocchiate dal clinch.
Nel 2012 Werdum tornò a lottare in Brasile per l'evento UFC 147 dove affrontò Mike Russow, lottatore che grazie ad una serie di convincenti vittorie si era avvicinato alla top 10 di categoria: Werdum ottenne un'altra vittoria, questa volta per KO nel primo round grazie ad un montante.
Nel giugno 2013 Werdum ebbe la possibilità di vendicare la sconfitta subita contro Antônio Rodrigo Nogueira di quasi sette anni prima: Werdum riesce nell'impresa sottomettendo l'avversario durante la seconda ripresa e proseguendo quindi la propria striscia di vittorie.
Nell'aprile del 2014 sconfigge con una grande prestazione il numero 3 dei ranking Travis Browne e conquista così la possibilità di lottare per il titolo contro il campione Cain Velasquez in Messico; successivamente venne reso noto che il match per il titolo si sarebbe tenuto in novembre e che i due sfidanti avrebbero fatto da allenatori nella prima stagione latinoamericana di The Ultimate Fighter.

#### Campione dei pesi massimi
In ottobre Velasquez s'infortunò al ginocchio e così Werdum si vide costretto ad affrontare il campione K-1 Mark Hunt per il titolo ad interim a novembre, incontro da cui uscì vincitore. Il match con Velasquez per unificare i due titoli si tenne il 13 giugno all'evento UFC 188: Werdum vinse il match con una ghigliottina al terzo round, divenendo il nuovo campione nonché il primo lottatore capace di sottomettere Velasquez. Con questa vittoria ottenne il suo secondo consecutivo riconoscimento come Performance of the Night.
Come sua prima difesa titolata avrebbe dovuto riaffrontare l'ex campione Velasquez il 6 febbraio 2016 all'evento UFC 196, ma Velasquez si infortunò alla schiena il 23 gennaio e venne rimpiazzato da Stipe Miocic. Il giorno successivo Werdum annunciò l'impossibilità di combattere a causa di un infortunio subito in allenamento; ciò portò alla cancellazione momentanea dell'evento.

#### Perdita del titolo
Il 14 maggio 2016 Werdum dovette difendere il titolo per la prima volta contro lo statunitense di origini croate Stipe Miocic all'evento UFC 198. A quasi tre minuti dall'inizio dell'incontro, in un tentativo molto aggressivo di attacco da parte di Werdum, Miocic andò a segno con un rapido gancio destro che pose fine al match per KO.

#### Incontri successivi
A settembre avrebbe dovuto affrontare Ben Rothwell all'evento UFC 203, ma Rothwell subì un infortunio a metà di agosto e al suo posto venne inserito Travis Browne. Durante uno scambio in piedi al primo round, Werdum ruppe il dito di Browne con un pugno: quest'ultimo richiamò l'attenzione dell'arbitro, che però non interruppe subito l'incontro tanto che Werdum colpì al volto Travis mentre aveva la guardia abbassata.
Dopo che il medico si accertò delle condizioni dell'hawaiano, il match proseguì anche se sia il team del brasiliano che i due commentatori della UFC affermarono che, secondo il regolamento, l'arbitro non può interrompere e poi far riproseguire il match dopo un infortunio e che quindi Werdum doveva essere decretato vincitore. Alla fine fu Fabricio a spuntarla per decisione unanime.
Werdum avrebbe dovuto affrontare in un rematch l'ex campione Velasquez il 30 dicembre 2016, ma la commissione atletica del Nevada negò a Velasquez la possibilità di affrontare l'incontro a causa di alcuni problemi fisici alla schiena riscontrati dopo il match contro lo stesso Werdum. Velasquez si sottoporrà poi ad un intervento chirurgico alla schiena il 4 gennaio 2017.
L'8 luglio 2017 affronta per la terza volta in carriera l'olandese Overeem all'evento UFC 213, perdendo per decisione a maggioranza nonostante fosse andato vicino a mettere KO l'avversario al terzo round. Il 7 ottobre avrebbe dovuto affrontare Derrick Lewis a UFC 216, ma lo statunitense dovette rinunciare all'incontro per un infortunio alla schiena poche ore prima dell'evento: al suo posto Werdum affrontò Walt Harris, vincendo per sottomissione in poco più di un minuto. Il 19 novembre successivo batte il polacco Marcin Tybura per decisione unanime. 
Il 17 marzo 2018 viene sconfitto per KO alla quarta ripresa dal gigante russo Alexander Volkov mentre il 22 maggio successivo la USADA comunica una possibile violazione delle norme anti-doping da parte del brasiliano: nel settembre dello stesso anno l'agenzia rivela che l'ex campione dei pesi massimi è risultato positivo all'assunzione dello steroide trenbolone e viene quindi sospeso dalle competizioni per due anni.

## Vita privata
Werdum ha origini spagnole da parte della madre e parla correntemente tre lingue (spagnolo, inglese e portoghese). Ha due figlie. Dal 2004 al 2006 ha vissuto a Zagabria con Mirko Filipović, di cui era sparring partner ai tempi della Pride e al quale deve il suo ingresso nella federazione. 

## Risultati nelle arti marziali miste
| Risultato  | Record     | Avversario               | Metodo                                   | Evento                              | Data              | Round | Tempo | Città                        | Note |
| ---------- | ---------- | ------------------------ | ---------------------------------------- | ----------------------------------- | ----------------- | ----- | ----- | ---------------------------- | --- |
| No-Contest | 24–9–1 (1) | Renan Ferreira           | No Contest (rovesciato)                  | PFL 3                               | 6 maggio 2021     | 1     | 2:32  | Atlantic City, Stati Uniti   | La vittoria per KO Tecnico di Ferreira venne rovesciata dopo che venne accertata la sua resa ad una Triangle Choke applicata da Werdum. |
| Vittoria   | 24-9-1     | Alexander Gustafsson     | Sottomissione (armbar)                   | UFC on ESPN: Whittaker vs. Till     | 26 luglio 2020    | 1     | 2:30  | Abu Dhabi, Emirati Arabi     | Performance of the Night |
| Sconfitta  | 23-9-1     | Oleksij Olijnyk          | Decisione (non unanime)                  | UFC 249: Ferguson vs. Gaethje       | 9 maggio 2020     | 3     | 5:00  | Jacksonville, Stati Uniti    | |
| Sconfitta  | 23-8-1     | Alexander Volkov         | KO (pugno)                               | UFC Fight Night: Werdum vs. Volkov  | 17 marzo 2018     | 4     | 1:38  | Londra, Inghilterra          | |
| Vittoria   | 23-7-1     | Marcin Tybura            | Decisione (unanime)                      | UFC Fight Night: Werdum vs. Tybura  | 19 novembre 2017  | 5     | 5:00  | Sydney, Australia            | |
| Vittoria   | 22-7-1     | Walt Harris              | Sottomissione (armbar)                   | UFC 216: Ferguson vs. Lee           | 7 ottobre 2017    | 1     | 1:05  | Paradise, Stati Uniti        | |
| Sconfitta  | 21-7-1     | Alistair Overeem         | Decisione (maggioranza)                  | UFC 213: Romero vs. Whittaker       | 8 luglio 2017     | 3     | 5:00  | Paradise, Stati Uniti        | |
| Vittoria   | 21-6-1     | Travis Browne            | Decisione (unanime)                      | UFC 203: Miocic vs. Overeem         | 10 settembre 2016 | 3     | 5:00  | Cleveland, Stati Uniti       | |
| Sconfitta  | 20-6-1     | Stipe Miocic             | KO (pugno)                               | UFC 198: Werdum vs. Miocic          | 14 maggio 2016    | 1     | 2:47  | Curitiba, Brasile            | Perde il titolo dei Pesi Massimi UFC |
| Vittoria   | 20-5-1     | Cain Velasquez           | Sottomissione (ghigliottina)             | UFC 188: Velasquez vs. Werdum       | 13 giugno 2015    | 3     | 2:13  | Città del Messico, Messico   | Vince il titolo dei Pesi Massimi UFC, Performance of the Night                                                                          |
| Vittoria   | 19-5-1     | Mark Hunt                | KO Tecnico (ginocchiata volante e pugni) | UFC 180: Werdum vs. Hunt            | 15 novembre 2014  | 2     | 2:27  | Città del Messico, Messico   | Vince il titolo dei Pesi Massimi UFC ad Interim                                                                                         |
| Vittoria   | 18-5-1     | Travis Browne            | Decisione (unanime)                      | UFC on Fox: Werdum vs. Browne       | 19 aprile 2014    | 5     | 5:00  | Orlando, Stati Uniti         | Eliminatoria per il titolo dei Pesi Massimi UFC                                                                                         |
| Vittoria   | 17-5-1     | Antônio Rodrigo Nogueira | Sottomissione (armbar)                   | UFC on Fuel TV: Nogueira vs. Werdum | 8 giugno 2013     | 2     | 2:41  | Fortaleza, Brasile           | |
| Vittoria   | 16-5-1     | Mike Russow              | KO Tecnico (pugni)                       | UFC 147: Silva vs. Franklin II      | 23 giugno 2012    | 1     | 2:28  | San Paolo, Brasile           | |
| Vittoria   | 15-5-1     | Roy Nelson               | Decisione (unanime)                      | UFC 143: Diaz vs. Condit            | 4 febbraio 2012   | 3     | 5:00  | Las Vegas, Stati Uniti       | |
| Sconfitta  | 14–5-1     | Alistair Overeem         | Decisione (unanime)                      | Strikeforce: Overeem vs. Werdum     | 18 giugno 2011    | 3     | 5:00  | Dallas, Stati Uniti          | Strikeforce Heavyweight Grand Prix, Quarti di finale                                                                                    |
| Vittoria   | 14–4-1     | Fedor Emelianenko        | Sottomissione (armbar triangolare)       | Strikeforce: Fedor vs. Werdum       | 26 giugno 2010    | 1     | 1:09  | San Jose, Stati Uniti        | |
| Vittoria   | 13–4-1     | Antônio Silva            | Decisione (unanime)                      | Strikeforce: Fedor vs. Rogers       | 7 novembre 2009   | 3     | 5:00  | Hoffman Estates, Stati Uniti | |
| Vittoria   | 12–4-1     | Mike Kyle                | Sottomissione (ghigliottina)             | Strikeforce: Carano vs. Cyborg      | 15 agosto 2009    | 1     | 1:24  | San Jose, Stati Uniti        | Debutto in Strikeforce |
| Sconfitta  | 11–4-1     | Junior dos Santos        | KO Tecnico (pugni)                       | UFC 90: Silva vs. Côté              | 25 ottobre 2008   | 1     | 1:21  | Rosemont, Stati Uniti        | |
| Vittoria   | 11–3-1     | Brandon Vera             | KO Tecnico (pugni)                       | UFC 85: Bedlam                      | 7 giugno 2008     | 1     | 4:40  | Londra, Regno Unito          | |
| Vittoria   | 10–3-1     | Gabriel Gonzaga          | KO Tecnico (pugni)                       | UFC 80: Rapid Fire                  | 19 gennaio 2008   | 2     | 4:34  | Newcastle, Regno Unito       | |
| Sconfitta  | 9–3-1      | Andrei Arlovski          | Decisione (unanime)                      | UFC 70: Nations Collide             | 21 aprile 2007    | 3     | 5:00  | Manchester, Regno Unito      | Debutto in UFC |
| Vittoria   | 9–2-1      | Alexander Emelianenko    | Sottomissione (triangolo)                | 2H2H: Pride & Honor                 | 12 novembre 2006  | 1     | 3:24  | Rotterdam, Paesi Bassi       | |
| Sconfitta  | 8–2-1      | Antônio Rodrigo Nogueira | Decisione (unanime)                      | Pride Critical Countdown Absolute   | 1º luglio 2006    | 3     | 5:00  | Saitama, Giappone            | Pride 2006 Openweight Grand Prix, Quarti di finale                                                                                      |
| Vittoria   | 8–1-1      | Alistair Overeem         | Sottomissione (kimura)                   | Pride Total Elimination Absolute    | 5 maggio 2006     | 2     | 3:43  | Osaka, Giappone              | Pride 2006 Openweight Grand Prix, Primo turno                                                                                           |
| Vittoria   | 7–1-1      | John-Olav Einemo         | Decisione (unanime)                      | Pride 31: Unbreakable               | 26 febbraio 2006  | 3     | 5:00  | Saitama, Giappone            | |
| Sconfitta  | 6–1-1      | Sergei Kharitonov        | Decisione (non unanime)                  | Pride 30: Starting Over             | 23 ottobre 2005   | 3     | 5:00  | Saitama, Giappone            | |
| Vittoria   | 6–0-1      | Roman Zentsov            | Sottomissione (armbar triangolare)       | Pride Final Conflict 2005           | 28 agosto 2005    | 1     | 6:01  | Saitama, Giappone            | |
| Vittoria   | 5–0-1      | Tom Erikson              | Sottomissione (rear naked choke)         | Pride 29: Fists of Fire             | 20 febbraio 2005  | 1     | 5:11  | Saitama, Giappone            | Debutto in Pride |
| Vittoria   | 4–0-1      | Ebenezer Fontes Braga    | KO (pugno)                               | Jungle Fight 2                      | 15 maggio 2004    | 2     | 1:28  | Manaus, Brasile              | |
| Vittoria   | 3–0-1      | Gabriel Gonzaga          | KO Tecnico (pugni)                       | Jungle Fight 1                      | 13 settembre 2003 | 3     | 2:11  | Manaus, Brasile              | |
| Vittoria   | 2–0-1      | Kristof Midoux           | Sottomissione (armbar triangolare)       | World Absolute Fight 2              | 22 marzo 2003     | 1     | 4:11  | Marrakech, Marocco           | |
| Parità     | 1–0-1      | James Zikic              | Parità                                   | Millennium Brawl 8                  | 22 settembre 2002 | 3     | 5:00  | High Wycombe, Regno Unito    | |
| Vittoria   | 1–0        | Tengiz Tedoradze         | Sottomissione (triangolo)                | Millennium Brawl 7                  | 16 giugno 2002    | 1     | -     | High Wycombe, Regno Unito    | |

## Filmografia
- Kickboxer - La vendetta del guerriero (Kickboxer: Vengeance), regia di John Stockwell (2016)
- Kickboxer: Retaliation, regia di Dimitri Logothetis (2018)